# Norsjö
Norsjö – miejscowość (tätort) w Szwecji, w regionie administracyjnym (län) Västerbotten, siedziba gminy Norsjö.
Według danych Szwedzkiego Urzędu Statystycznego liczba ludności wyniosła: 2057 (31 grudnia 2015), 2054 (31 grudnia 2018) i 2012 (31 grudnia 2019).